# Ardmore (Tennessee)
Ardmore – miasto w Stanach Zjednoczonych, w stanie Tennessee, w hrabstwie Giles.